# Acontia ardoris
Acontia ardoris là một loài bướm đêm trong họ Noctuidae.